# Strážov
Strážov (in tedesco Drosau) è una città della Repubblica Ceca facente parte del distretto di Klatovy, nella regione di Plzeň.